# Transat Québec Saint-Malo
La Transat Québec Saint-Malo è una corsa velica transatlantica in equipaggio che si svolge ogni quattro anni dal 1984; la partenza è data nella città di Québec (in Canada) e l'arrivo è a Saint-Malo (in Francia).

## Descrizione
Questa regata ha due particolarità: una è che è una delle rare regate transatlantiche a svolgersi da ovest verso est, la maggior parte di esse sono da est verso ovest (dall'Europa verso l'America) e la seconda è che è anche una regata fluviale nel senso che partendo dalla città di Québec (che non è sul mare) le imbarcazioni devono percorrere circa 370 miglia nautiche nel fiume San Lorenzo prima di raggiungere il mare aperto, cioè circa un terzo della lunghezza del fiume.

La prima regata fu nel 1984, in occasione del 450º anniversario del primo viaggio di Jacques Cartier, navigatore di Saint-Malo, nel golfo di San Lorenzo nel 1534.

## Percorso
Il percorso complessivo è di quasi 3.000 miglia nautiche, di cui 370 miglia nautiche sono percorse all'interno del fiume San Lorenzo.

La linea di partenza è fissata tra le città di Québec e Lévis in Canada.

Il percorso prevede il passaggio delle imbarcazioni tra le isole di Saint-Pierre (a tribordo) e di Miquelon-Langlade (a babordo), che compongono Saint-Pierre e Miquelon (Collettività d'oltremare della Francia).

La linea di arrivo è fissata davanti alla città di Saint-Malo in Francia.

## Le Barche
Nel corso delle edizioni le classi veliche sono variate, nell'edizione del 2016 sono:
- ULTIME : multiscafi di lunghezza fuori tutto superiore o uguale a 70 piedi (21,34 m) senza altre limitazioni di dimensione
- MULTI50 : multiscafi in conformità con le regole Multi50 (50 piedi (15,24 m) di lunghezza e di larghezza massima)
- IMOCA : monoscafi in conformità con le regole IMOCA (60 piedi (18,29 m) di lunghezza massima)
- CLASS40 : monoscafi in conformità con le regole Class40 (40 piedi (12,19 m) di lunghezza e di larghezza massima)
- OPEN : multiscafi e monoscafi che non rientrano in una delle altre classi definite in precedenza
  - multiscafi di lunghezza fuori tutto superiore o uguale a 39 piedi (11,89 m) e inferiore a 70 piedi (21,34 m)
  - monoscafi di lunghezza fuori tutto superiore o uguale a 45 piedi (13,72 m)

## Edizioni

### 1984
| Classe            | Yacht             | Skipper         | Tempo |
| ----------------- | ----------------- | --------------- | ----- |
| Multiscafo        |                   |                 |       |
| Ville d'Antibes   | Hervé Perrin      | 15 g 01 h 59 m  |       |
| Merccarillos      | Pierre Fehlmann   | 15 g 09 h 03 m  |       |
| Sébastien         | André Viant       | 15 g 19 h 34 m  |       |
| Monoscafo         |                   |                 |       |
| Royale            | Loïc Caradec      | 8 g 19 h 57 min |       |
| Charente-Maritime | Pierre Follenfant | 8 g 20 h 13 min |       |
| Fleury-Michon     | Philippe Poupon   | 9 g 15 h 59 min |       |

### 1988
| Classe               | Yacht             | Skipper          | Tempo |
| -------------------- | ----------------- | ---------------- | ----- |
| Multiscafo           |                   |                  |       |
| Jet Services         | Serge Madec       | 7 g 21 h 35 min  |       |
| Lada Poch            | Loïck Peyron      | 10 g 23 h 40 min |       |
| VSD Paca             | Bruno Peyron      | 10 g 23 h 58 min |       |
| Monoscafo            |                   |                  |       |
| Écureuil d'Aquitaine | Titouan Lamazou   | 14 g 09 h 41 m   |       |
| UAP 1992             | Jean-Yves Terlain | 16 g 01 h 38 m   |       |
| Commodore Rucanor    | Bruno Dubois      | 16 g 13 h 44 m   |       |

### 1992
| Classe            | Yacht            | Skipper         | Tempo |
| ----------------- | ---------------- | --------------- | ----- |
| Multiscafo        |                  |                 |       |
| Primagaz          | Laurent Bourgnon | 8 g 5 h 49 min  |       |
| Groupe Pierre 1er | Florence Artaud  | 8 g 7 h 17 min  |       |
| Haute-Normandie   | Paul Vatine      | 9 g 14 h 18 min |       |
| Monoscafo         |                  |                 |       |
| Mérit             | Pierre Fehlmann  | 10 g 15 h 44 m  |       |
| La Poste          | Daniel Mallé     | 11 g 16 h 43 m  |       |
| Olé               | Antoine Elias    | 13 g 01 h 13 m  |       |
| ACY No. 1         | ACY No. 1        | 14 g 1 h 16 m   |       |

### 1996
| Classe                  | Yacht            | Skipper         | Tempo |
| ----------------------- | ---------------- | --------------- | ----- |
| Multiscafo              |                  |                 |       |
| Fujicolor II            | Loïck Peyron     | 7 g 20 h 24 min |       |
| Banque Populaire        | Francis Joyon    | 7 g 23 h 28 min |       |
| Région Haute-Normandie  | Paul Vatine      | 8 g 0 h 31 min  |       |
| Monoscafo               |                  |                 |       |
| Météorite-Corum         | Pierre Mas       | 11 g 19 h 30 m  |       |
| Telecom Italia          | Giovanni Soldini | 12 g 16 h 41 m  |       |
| Whirlpool/Femme/Europe2 | Michèle Paret    | 12 g 17 h 11 m  |       |

### 2000
| Classe                 | Yacht                 | Skipper         | Tempo |
| ---------------------- | --------------------- | --------------- | ----- |
| Multiscafo Classe 1    |                       |                 |       |
| Groupama               | Franck Cammas         | 9 g 23 h 16 min |       |
| Biscuits La Trinitaine | Marc Guillemot        | 9 g 23 h 26 m   |       |
| Bayer en France        | Yvan Bourgnon         | 9 g 23 h 43 m   |       |
| Multiscafo Classe 2    |                       |                 |       |
| Tenez bon les enfants  | Hervé Cléris          | 13 g 14 h 9 m   |       |
| Deléage                | Franck-Yves Escoffier | 13 g 14 h 37 m  |       |
| Côtes du Québec        | Augustin Cotton       | 16 g 8 h 43 m   |       |
| Monoscafo Classe 1     |                       |                 |       |
| Geb-Fauba              | Xavier Lecœur         | 13 g 13 h 49 m  |       |
| Fila                   | Giovanni Soldini      | 13 g 14 h 49 m  |       |
| Bell Mobilité          | Georges Leblanc       | 13 g 17 h 31 m  |       |
| Monoscafo Classe 2     |                       |                 |       |
| Saving                 | Renaud Le Youdec      | 14 g 21 h 41 m  |       |
| Nastro Azzurro         | Andrea Scarabelli     | 14 g 21 h 42 m  |       |
| Crystal Finance        | Jean-Pierre Amblard   | 15 g 2 h 22 m   |       |

### 2004
| Classe                          | Yacht                 | Skipper         | Tempo |
| ------------------------------- | --------------------- | --------------- | ----- |
| Multiscafo ORMA                 |                       |                 |       |
| Sergio Tacchini                 | Karine Fauconnier     | 7 g 21 h 0 m    |       |
| Groupama                        | Franck Cammas         | 7 g 21 h 59 min |       |
| Géant                           | Michel Desjoyeaux     | 7 g 22 h 1 m    |       |
| Multiscafo Classe 2             |                       |                 |       |
| Crèpes Whaou!                   | Franck-Yves Escoffier | 11 g 17 h 11 m  |       |
| Bonjour Québec                  | Mike Birch            | 13 g 20 h 24 m  |       |
| Jean Stalaven                   | Pascal Quintin        | 14 g 15 h 36 m  |       |
| Monoscafo Classe 2              |                       |                 |       |
| Marina Fort Louis Île St-Martin | Luc Coquelin          | 18 g 17 h 30 m  |       |
| Branec III                      | Roger Langevin        | 19 g 23 h 41 m  |       |
| Ciment St-Laurent               | Yves Lépine           | 21 g 12 h 25 m  |       |

### 2008
| Classe                               | Yacht                 | Skipper         | Tempo |
| ------------------------------------ | --------------------- | --------------- | ----- |
| Classe 50 pieds Open (Multi50)       |                       |                 |       |
| Crêpes Whaou!                        | Franck-Yves Escoffier | 11 g 3 h 19 min |       |
| Imagine                              | Pierre Antoine        | 13 g 10 h 43 m  |       |
| Prince de Bretagne                   | Hervé Cléris          | 13 g 13 h 32 m  |       |
| Class40 (monoscafo)                  |                       |                 |       |
| Pogo Structures                      | Halvard Mabire        | 13 g 13 h 50 m  |       |
| Mistral Loisirs - Pôle santé         | Elior Oliver Krauss   | 13 g 17 h 30 m  |       |
| NOVEDIA Group - S.E.T. environnement | Tanguy de Lamotte     | 14 g 05 h 15 m  |       |
| FICO                                 |                       |                 |       |
| An Ocean of Smiles                   | Christophe Bullens    | 15 g 02 h 52 m  |       |
| Cervin ENR                           | Yannick Bestaven      | 15 g 22 h 42 m  |       |
| Saint Malo Team                      | Denis Douillez        | 22 g 17 h 14 m  |       |

### 2012
| Classe                   | Yacht                           | Skipper         | Tempo |
| ------------------------ | ------------------------------- | --------------- | ----- |
| Open (multiscafo)        |                                 |                 |       |
| FenêtréA Cardinal 3      | Erwan Leroux                    | 9 g 14h 21m 5s  |       |
| Défi Saint-Malo Agglo    | Gilles Lamiré                   | 11 g 2h 34m 4s  |       |
| Vers un Monde sans SIDA  | Erik Nigon                      | 11 g 2h 55m 23s |       |
| Open (monoscafo)         |                                 |                 |       |
| Vento di Sardegna        | Andrea Mura                     | 11 g 15h 0m 59s |       |
| Océan Phénix             | Georges Leblanc                 | 14 g 03h 1m 16s |       |
| Class40 (monoscafo)      |                                 |                 |       |
| Campagne de France       | Halvard Mabire & Miranda Merron | 11 g 17h 30m    |       |
| Mare                     | Jörg Riechers                   | 11 g 19h 1m     |       |
| Eole Generation GDF-SUEZ | Sébastien Rogues                | 12 g 0h 44m 43s |       |